# Spaceways

Spaceways este un film SF britanico-american din 1953 regizat de Terence Fisher. În rolurile principale joacă actorii Eva Bartok, Howard Duff.

## Prezentare
Un mic grup de oameni de știință britanici bine-păziți testează prima lor rachetă spațială în mijlocul unui conflict matrimonial din comunitate. După eșecul parțial al aprinderii, un cuplu dispare. Nimeni nu știe dacă aceștia au plecat împreună sau cadavrele lor înconjoară Pământul în resturile rachetei.

## Actori
- Howard Duff
- Eva Bartok
- Alan Wheatley
- Philip Leaver
- Cecile Chevreau